# Mastichová zmrzlina
Mastichová zmrzlina je zmrzlina běžná v Řecku, Turecku a zemích Blízkého východu. Byla pojmenovaná po pryskyřici masticha (mastix), která pochází z řeckého ostrova Chios. Vzhledem k tomu, že skutečná masticha je drahá a obtížně se shání, dávají prodejci zmrzliny v ostatních zemích přednost náhradě mastixové pryskyřice glukózou. Mastichová zmrzlina obsahuje jako přísady mléko, cukr, salep a mastixovou pryskyřici. 

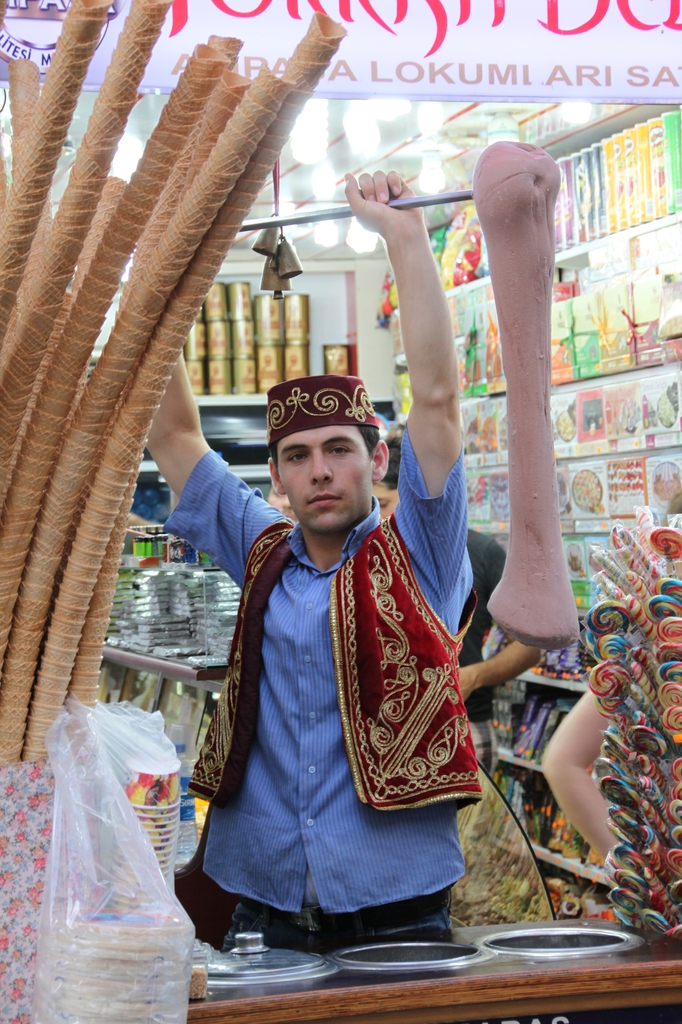
Prodavač s velkou porcí zmrzliny

## Tři typy mastichové zmrzliny
- Řecká mastichová zmrzlina má nejaromatičtější chuť, protože obsahuje kvalitní mastichu.
- Turecká mastichová zmrzlina neboli dondurma (zmrzlina z města Maraş[1]) je mnohem hutnější a sladší než arabská mastichová zmrzlina. Má více tuku, protože obsahuje větší množství sladké smetany nebo těžké krémy s vysokým obsahem tuku. Lidé z horských oblastí připravovali v minulosti zmrzlinu ze sněhu, kozího mléka, pryskyřice a prášku ze sušených orchidejí. V jihovýchodním Turecku byla zmrzlina hutnější a lepkavější díky prášku z květů orchidejí, které zde rostou. Tato zmrzlina je tak hutná, že se jí pomocí příboru. Prodej zmrzliny turistům je v Turecku velmi často spojen se show, kdy prodejci v krojích se zmrzlinou provádí různé triky.
- Arabská mastichová zmrzlina neboli booza (mléčná zmrzlina) je vláknitá a elastická. Je velmi lepkavá, aby v horských arabských zemích pomalu roztávala. V Iráku je obvyklé jíst zmrzlinu pomocí čtvercových dřevěných lopatiček. Tento typ je nejčastější v Sýrii a Libanonu. Někteří tamější prodejci zmrzliny ukazují turistům, jak se za zpěvu a hraní připravuje mastichová pryskyřice. V damašském Starém městě je známý obchod se zmrzlinami "bakdash", který je v arabském světě proslavený svou arabskou mastichovou zmrzlinou. Je to oblíbená atrakce pro turisty, zejména z arabských zemí.